# رون لوين
رون لوين (Denis Ronald "Ron" Lewin)، من مواليد 21 يونيو 1920 وتوفي عام 1986 في لندن في إنجلترا، لاعب كرة قدم إنجليزي سابق، مدرب كرة قدم إنجليزي سابق.
بدأ مسيرته الكروية مع نادي برادفورد في عام 1942 وحتى عام 1944، وبعدها لعب مع نادي فولهام منذ عام 1946 وحتى عام 1950، ولعب مع نادي غلينغهام منذ عام 1950 وحتى عام 1955، وقد لعب معهم 191 مباراة وسجل هدف واحد .
و قد بدأ مسيرته التدريبية مع نادي سكيلد النرويجي، ثم درب نادي تشلمسفورد سيتي ونادي ويلينغتون تاون، ودرب نادي إيفرتون ونادي نيوكاسل يونايتد، ودرب منتخب النرويج لكرة القدم بين عامي 1956 و1957، وهو ثاني مدرب في تاريخ المنتخب.
و قد درب نادي والسال لمدة سبعة أشهر بين يوليو 1968 وفبراير 1969.
و قد درب نادي القادسية الكويتي ومنذ عام 1970 وحتى عام 1975، وحقق معهم العديد من الإنجازات، ودربهم مرة أخرى في موسم 1978/1979، وهو المدرب الذي جعل فيصل الدخيل يلعب كمهاجم.
و قد درب عدد من الأندية في اليونان وآيسلندا.